# Walid Mattar
Walid Mattar, né le 7 juin 1980 à Tunis, est un réalisateur tunisien.

## Biographie
Après des études supérieures en génie industriel et un premier emploi de cadre dans une entreprise de câblage électrique, Walid Mattar s'oriente vers le cinéma. Il travaille d'abord comme directeur de la photographie sur des courts métrages. Réalisateur à partir de 2003, il signe son premier long métrage en 2017, Vent du nord, film récompensé la même année par le Tanit d'or (meilleure première œuvre de long métrage) aux Journées cinématographiques de Carthage,.

## Filmographie

### Courts métrages
- 2003 : Le Cuirassé Abdelkarim
- 2005 : Fils de tortue
- 2006 : Bonjour (co-réalisatrice : Leyla Bouzid)
- 2006 : DaGiorgio
- 2010 : Condamnations
- 2012 : Baba Noël
- 2012 : Offrande

### Longs métrages
- 2017 : Vent du nord
- 2024 : Le Pont